# Palazuelos de Muñó
Palazuelos de Muñó ist ein Ort und eine Gemeinde (municipio) mit 54 Einwohnern (Stand: 2024) im Zentrum der Provinz Burgos in der Autonomen Gemeinschaft Kastilien und León. Palazuelos de Muñó liegt in der Comarca Arlanza. Das hiesige Weinbaugebiet ist ebenfalls der Denomination Arlanza zugeordnet. 

## Lage und Klima
Die Gemeinde Palazuelos de Muñó liegt etwa 37 Kilometer südwestlich der Provinzhauptstadt Burgos in einer Höhe von ca. 785 m am Río Arlanzón. Das Klima ist gemäßigt bis warm; Regen (ca. 549 mm/Jahr) fällt übers Jahr verteilt.
| Jahr      | 1970 | 1981 | 1991 | 2001 | 2011 | 2021 |
| Einwohner | 156  | 98   | 67   | 70   | 61   | 53   |

## Sehenswürdigkeiten
- Johannes-der-Täufer-Kirche (Iglesia de San Juan Bautista)

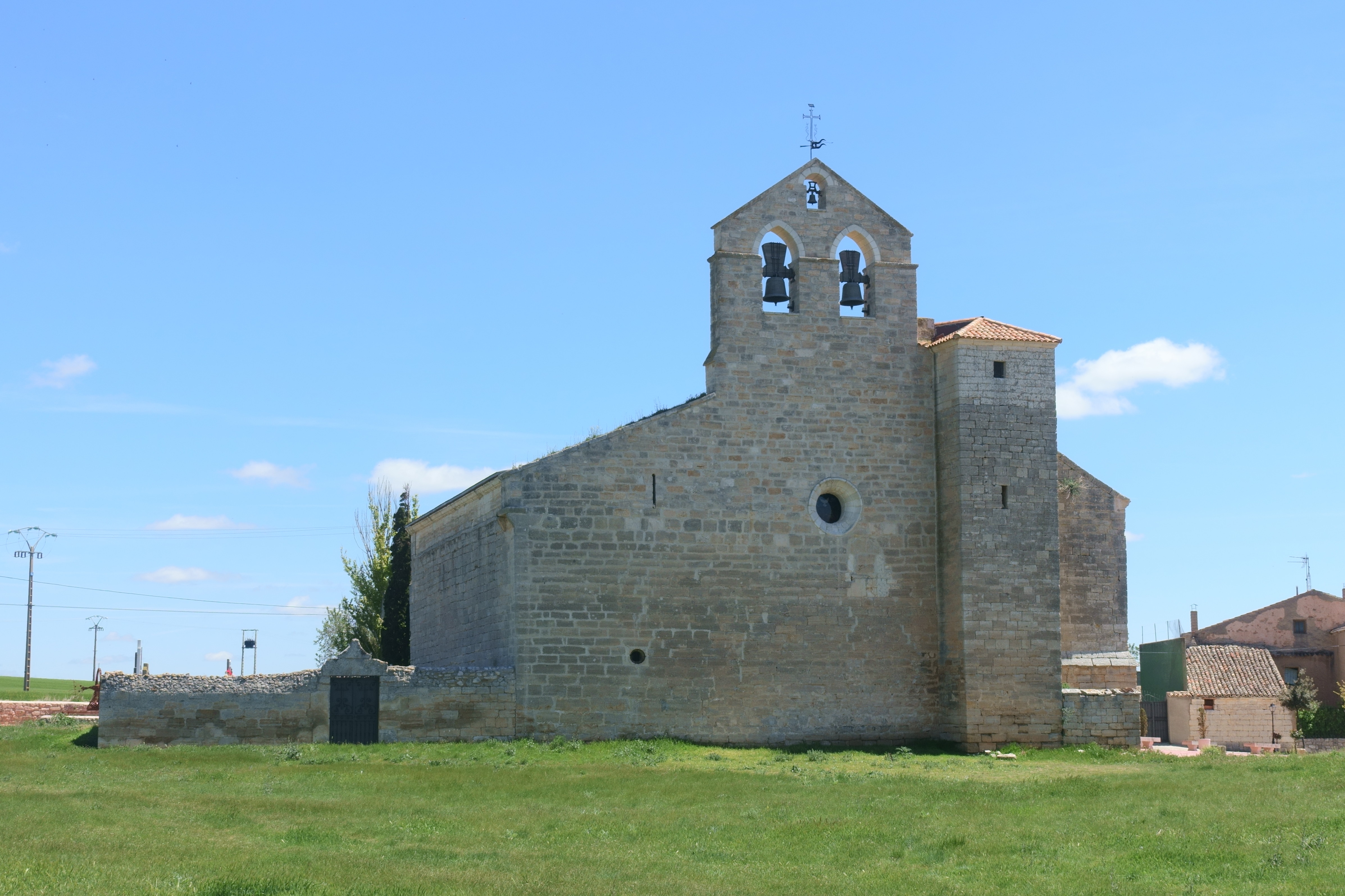
Johannes-der-Täufer-Kirche